# Olimpia Bartosik-Wiśniewska
Olimpia Bartosik-Wiśniewska (ur. 8 lutego 1976 w Pińczowie) – polska szachistka.

## Kariera szachowa
Pod koniec lat 80. należała do czołowych juniorek świata, dwukrotnie zdobywając brązowe medale na mistrzostwach świata w Timișoarze (1988, do lat 12) i Portoryko (1989, do lat 14). W latach 1988–1996 pięciokrotnie zdobyła tytuły mistrzyni Polski juniorek w kategoriach wiekowych do 12, 16, 18 i 20 lat. Pomiędzy 1992 a 1997 r. trzykrotnie wystąpiła w finałach mistrzostw Polski kobiet, najlepszy wynik osiągając w 1992 r. w Świeradowie-Zdroju, gdzie zajęła XI miejsce. W 1993 r. zdobyła w Kaliszu tytuł mistrzyni kraju w szachach błyskawicznych. W 1997 r. zakończyła czynną karierę zawodniczą.
Najwyższy ranking w karierze osiągnęła 1 lipca 1996 r., z wynikiem 2225 punktów zajmowała wówczas 8. miejsce wśród polskich szachistek.
Aktualnie pracuje jako nauczycielka wychowania fizycznego w Gimnazjum nr 1 Raszynie.